# Joseph Weyland

Bischof Joseph Weyland

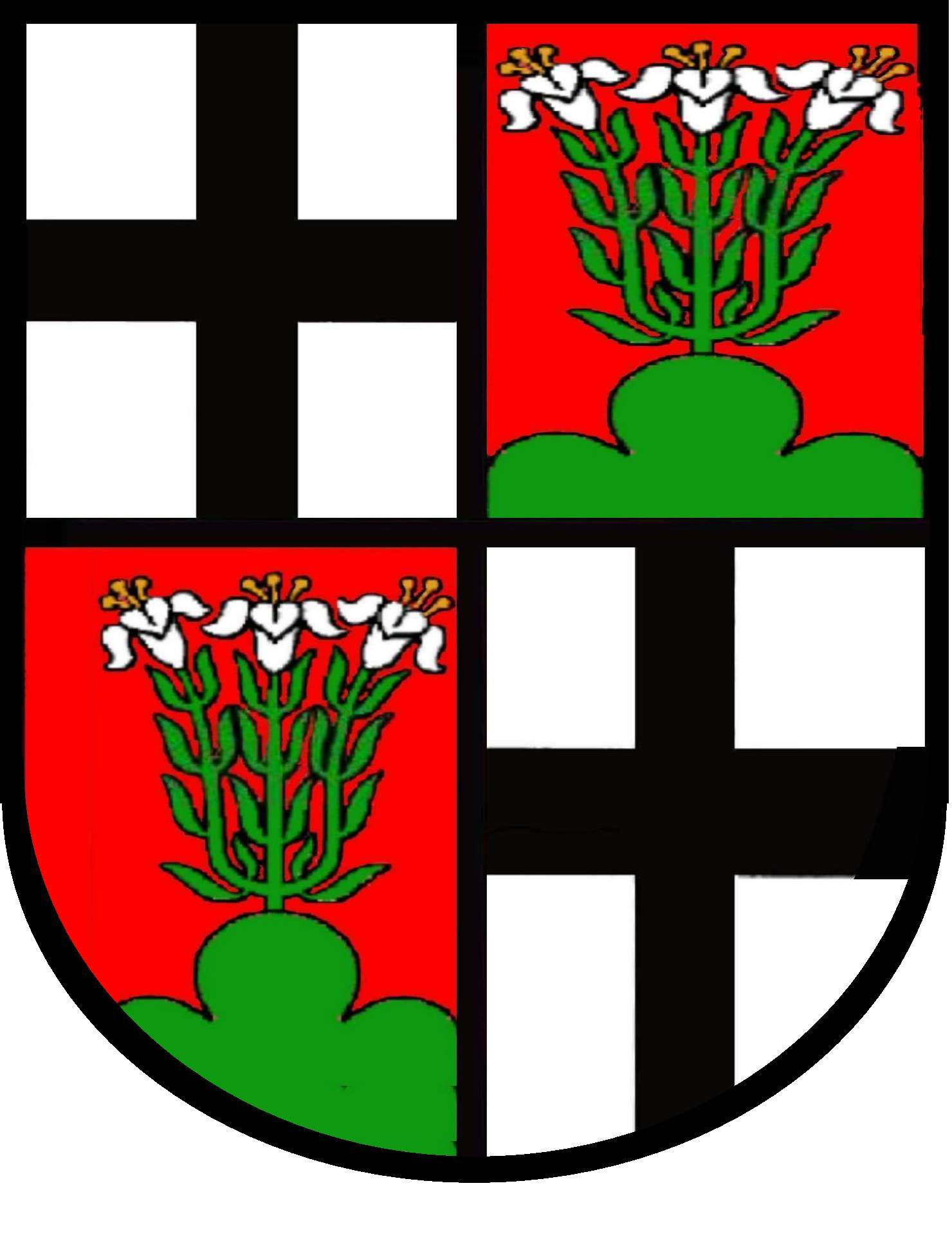
Wappen des Bischofs von Fulda 1887–1894

Joseph Weyland (* 13. März 1826 in Hadamar; † 11. Januar 1894 in Fulda) war Bischof von Fulda.

## Leben
Nach dem Abitur in Weilburg im Jahr 1844 studierte Joseph Weyland an der Katholisch-Theologischen Fakultät in Gießen und beendete sein Studium am Limburger Priesterseminar. Im Limburger Dom wurde er im Jahr 1848 durch den Bischof von Limburg Peter Josef Blum (1808–1884) zum Priester geweiht.
Er war anschließend Kaplan in Oberursel, Rennerod und Höchst/M. und ab Januar 1852 Kaplan am Dom zu Frankfurt/M. Nach Jahren in Lorch wurde er im Jahr 1862 Stadtpfarrer und im Jahr 1863 Dechant von Wiesbaden. 1882 erfolgte die Ernennung zum Päpstlichen Hausprälaten durch Papst Leo XIII.
Am 4. November 1887 wählte ihn das Fuldaer Domkapitel zum Nachfolger des Fuldaer Bischofs Georg von Kopp, der im selben Jahr Fürstbischof von Breslau geworden war. Die Bischofsweihe spendete ihm am 25. Januar 1888 der Erzbischof von Freiburg im Breisgau Johann Christian Roos (1826–1894).
Im Mai 1888 nahm ihn die VKDSt Rhenania Marburg im Cartellverband der katholischen deutschen Studentenverbindungen als Ehrenmitglied auf. 
Sein Grab befindet sich im Fuldaer Dom.